# Stenothoe richardi
Stenothoe richardi is een vlokreeftensoort uit de familie van de Stenothoidae. De wetenschappelijke naam van de soort is voor het eerst geldig gepubliceerd in 1895 door Chevreux.